# Тулемалу

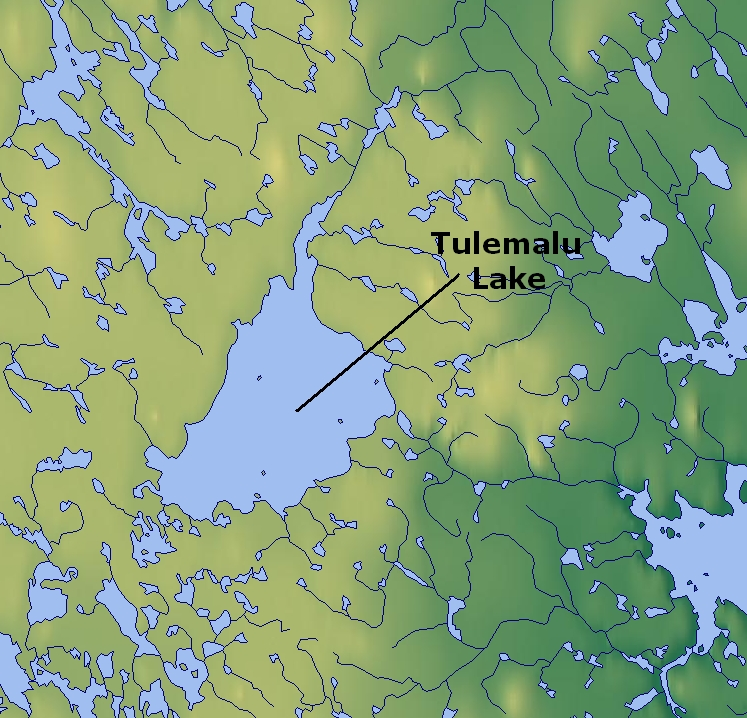
Карта озера Тулемалу

Тулемалу (англ. Tulemalu Lake) — озеро на территории Нунавут в Канаде. Расположено в южной части территории, в окружении трёх больших озёр, крупнейшее в материковой части Нунавута озеро Дубонт находится западее, Яткайед — восточнее, а Ангикуни — южнее Тулемалу. Как и соседние озёра Тулемалу является одним из больших озёр Канады — площадь водной поверхности 662 км², общая площадь — 668 км², двенадцатое по величине озеро Нунавута. Высота над уровнем моря 279 метров. Сток из озера по реке Кунуак (Kunwak River) на север через озера Тебесджуак, Маллери, Принсесс-Мэри в озеро Терти-Майл (Thirty Mile Lake), далее по реке Казан в озеро Бейкер, залив Честерфилд Гудзонова залива.